# Cantaro
Le cantaro est un instrument de percussion. Il s'agit d'un pot d'argile que l'on frappe dans sa surface extérieure ou dans son ouverture avec une main, créant différents effets. L'eau peut être utilisée pour donner à l'instrument le son désiré.
Au Mexique, en particulier dans les états de Guerrero et d'Oaxaca, il est utilisé pour accompagner les chilenas (es), les sones (es), les parabienes, les gustos, les minuetes, les jarabes oaxaqueños , et les danses indigènes. Le cantaro est également utilisé dans les fandangos mixtèques de Puebla.